# Šopek lepih pravljic
Zbirka Šopek lepih pravljic, ki jo je Feliks Stegnar izdal leta 1910, obsega 77 strani. Višina knjige je 17 cm. Obstaja en izvod te zbirke, ki jo hrani Slovanska knjižnica v Ljubljani. Knjiga ne vsebuje ilustracij, v njej pa je objavljenih trinajst pravljic. Ena izmed njih nosu naslov Anže in Jelica. Vsebina je zelo podobna bolj znani pravljici Janko in Metka, kljub temu pa se na nekaterih mestih pravljici razlikujeta.